# It's About Time (The Tremeloes)
It's About Time è il terzo album dei Brian Poole & The Tremeloes, pubblicato nel 1965 nel Regno Unito.

## Tracce
1. Time Is on My Side – 2:37 (Jerry Ragovoy)
2. Someone, Someone – 2:57 (Edwin Greines, Violet Ann Petty)
3. You Can't Sit Down – 2:16 (Dee Clark, Cornell Muldrow, Phil Upchurch)
4. I Could Make You Love Me – 2:03 (Paul Jones)
5. Rag Doll – 2:52 (Bob Crewe, Bob Gaudio)
6. After a While – 2:04 (Bob Montgomery)
7. Chills – 1:52 (Gerry Goffin, Jack Keller)
8. Times Have Changed – 2:29 (Van McCoy)
9. Hands Off – 2:16 (Bowman, Jay McShann)
10. The Uncle Willie – 2:22 (Charles Colbert)
11. Michael – 2:39 (tradizionale)
12. What Do You Want With My Baby – 2:22 (Mort Shuman)
13. Song of a Broken Heart – 2:18 (Mike Leander)
14. Heard It All Before – 3:09 (Tony Burrows, Roger Greenaway)
15. Well, Who's That – 1:40 (Manston)